# Рейнольдс, Верн
Верн Рейнольдс (англ. Verne Reynolds, 18 июля 1926, Лайонс — 28 июня 2011) — американский валторнист, композитор и музыкальный педагог; солист симфонического оркестра Цинциннати и Рочестерского филармонического оркестра, участник Истменовского брасс-квинтета и Американского духового квинтета, преподаватель Истменовской школы музыки, почётный член Международного общества валторнистов.

## Биография
Верн Рейнольдс начал заниматься музыкой в возрасте 8 лет. Первые уроки игры на валторне получил в 13 лет. В 1950 году он окончил консерваторию Цинциннати. Годом позже получил степень магистра в Висконсинском университете. В 1953—1954 годах Рейнольдс продолжил обучение в Королевском колледже музыки в Лондоне. Некоторое время он выступал в составе симфонического оркестра Цинциннати и Американского духового квинтета. Во время обучения Рейнольдс сам начал заниматься педагогической деятельностью. В 1949—1950 годах он преподавал в консерватории Цинциннати, с 1950 по 1953 — в Висконсинском университете, а с 1953 по 1959 — в университете Индианы. В 1959 году Верн Рейнольдс начал преподавать в Истменовской школе музыки и в том же году стал солистом Рочестерского филармонического оркестра.
Рейнольдс — автор ряда оригинальных сочинений, в числе которых преимущественно произведения для духовых инструментов, а также концерты для фортепиано, и транскрипций старинной музыки для брасс-квинтета и ансамбля валторн. В 1994 году он был избран почётным членом Международного общества валторнистов.